# Chaumes-en-Retz
Chaumes-en-Retz es una comuna nueva francesa situada en el departamento de Loira Atlántico, de la región de Países del Loira.

## Historia
Fue creada el 1 de enero de 2016, en aplicación de una resolución del prefecto de Loira Atlántico de 14 de diciembre de 2015 con la unión de las comunas de Arthon-en-Retz y Chéméré, pasando a estar el ayuntamiento en la antigua comuna de Arthon-en-Retz.

## Demografía
| Gráfica de evolución demográfica de Chaumes-en-Retz entre 1800 y 2013 |
|                                                                       |

Los datos entre 1800 y 2013 son el resultado de sumar los parciales de las dos comunas que forman la nueva comuna de Chaumes-en-Retz, cuyos datos se han cogido de 1800 a 1999, para las comunas de Arthon-en-Retz y Chéméré de la página francesa EHESS/Cassini. Los demás datos se han cogido de la página del INSEE.

## Composición
| Comuna delegada | Código INSEE | Población (2013) | Superficie (km²) | Densidad (hab./km²) |
| --------------- | ------------ | ---------------- | ---------------- | ------------------- |
| Arthon-en-Retz  | 44005        | 4031             | 39.24            | 103                 |
| Chéméré         | 44040        | 2472             | 37.31            | 66                  |